# ریمون دومنک
ریمون دومنک (به فرانسوی: Raymond Domenech) (زاده ۲۴ ژانویه ۱۹۵۲ در لیون) بازیکن بازنشسته و مربی اهل فرانسه است. او سابقه سرمربیگری تیم ملی کشورش را طی سال‌های ۲۰۰۴ تا ۲۰۱۰ در کارنامهٔ خود دارد. وی در جام جهانی ۲۰۰۶ با تیم ملی فوتبال فرانسه به فینال مسابقات راه یافت. اما بعد از جام جهانی ۲۰۱۰ به علت کسب نتایج ضعیف از سمتش برکنار شد.
دومنک در دوران بازیگری برای تیم‌های نظیر پاری سن ژرمن در خط دفاعی به میدان می‌رفت. دومنک همچنین به صورت غیرحرفه‌ای به بازیگری تئاتر نیز مشغول است و نیز علاقه فراوانی به ستاره‌بینی دارد.